# (33727) Kummel
(33727) Kummel est un astéroïde de la ceinture principale.

## Description
(33727) Kummel est un astéroïde de la ceinture principale. Il fut découvert le 13 juillet 1999 à Socorro (Nouveau-Mexique) par le projet LINEAR. Il présente une orbite caractérisée par un demi-grand axe de 2,74 UA, une excentricité de 0,09 et une inclinaison de 9,8° par rapport à l'écliptique.